# Wilde Schneeburg
Die Wilde Schneeburg ist eine abgegangene Spornburg bei der Gemeinde Oberried im Landkreis Breisgau-Hochschwarzwald in Baden-Württemberg.

## Geographische Lage
An der östlichen Seite des Bruggatals befindet sich auf halbem Weg zwischen Oberried und St. Wilhelm die Burgstelle der ehemaligen Wilden Schneeburg. Etwa 300 Meter (860 m ü. NN) oberhalb des Schneeberger Hofs gelegen erhebt sich am westlichen Abhang des Hochfahrns der langgezogene, dreiköpfige Burgfels, in direkter Nachbarschaft zu den Kletterfelsen der Gfällmatte.

## Geschichte
Die Burg wurde erstmals 1302 als „nuwe unde wilde Snevspurg“ erwähnt. Aufgrund von Keramikfunden wird ihre Entstehung in der zweiten Hälfte des 13. Jahrhunderts angenommen. Ihre Erbauer und Namensgeber werden in den Schnewlin vermutet, eine der im 13. Jahrhundert angesehensten und wohlhabendsten Familien in Freiburg. Nach dem Verkauf an die Brüder Heinrich und Wilhelm Kolman, Ritter und Bürger zu Freiburg, wurde die Burg weiter ausgebaut. Streitigkeiten zwischen der Stadt Freiburg und den Kolmans, vermutlich im Zusammenhang mit der Herstellung und dem Handel von Holzkohle, eskalierten im Frühherbst 1314 in der Zerstörung der Burg durch ein Freiburger Aufgebot. Die Anlage wurde danach nicht wiederhergestellt.

## Beschreibung
Von der ehemaligen Burganlage sind keine sichtbaren Mauerreste erhalten. Anhäufungen von Bruchsteinmauerwerk sowie zahlreiche Lesekeramikfunde, Bruchstücke von Dachziegeln und Bodenziegeln sowie Teilstücke von Fensterleibungen aus Sandstein lassen einen festen Wohnturm im Bereich des vorderen Felskopfs vermuten und bezeugen den Standort als ehemalige Burganlage. Der abgeflachte mittlere Felskopf sowie eine Verebnung zwischen dem vorderen und mittleren Felskopf deuten die Lage weiterer Bauten an. Bergseitig durchtrennt ein teils verschütteter Halsgraben den schmalen Felskamm. Sein sich südöstlich daran anschließendes plateauförmiges Ende könnte eine Vorburg getragen haben.

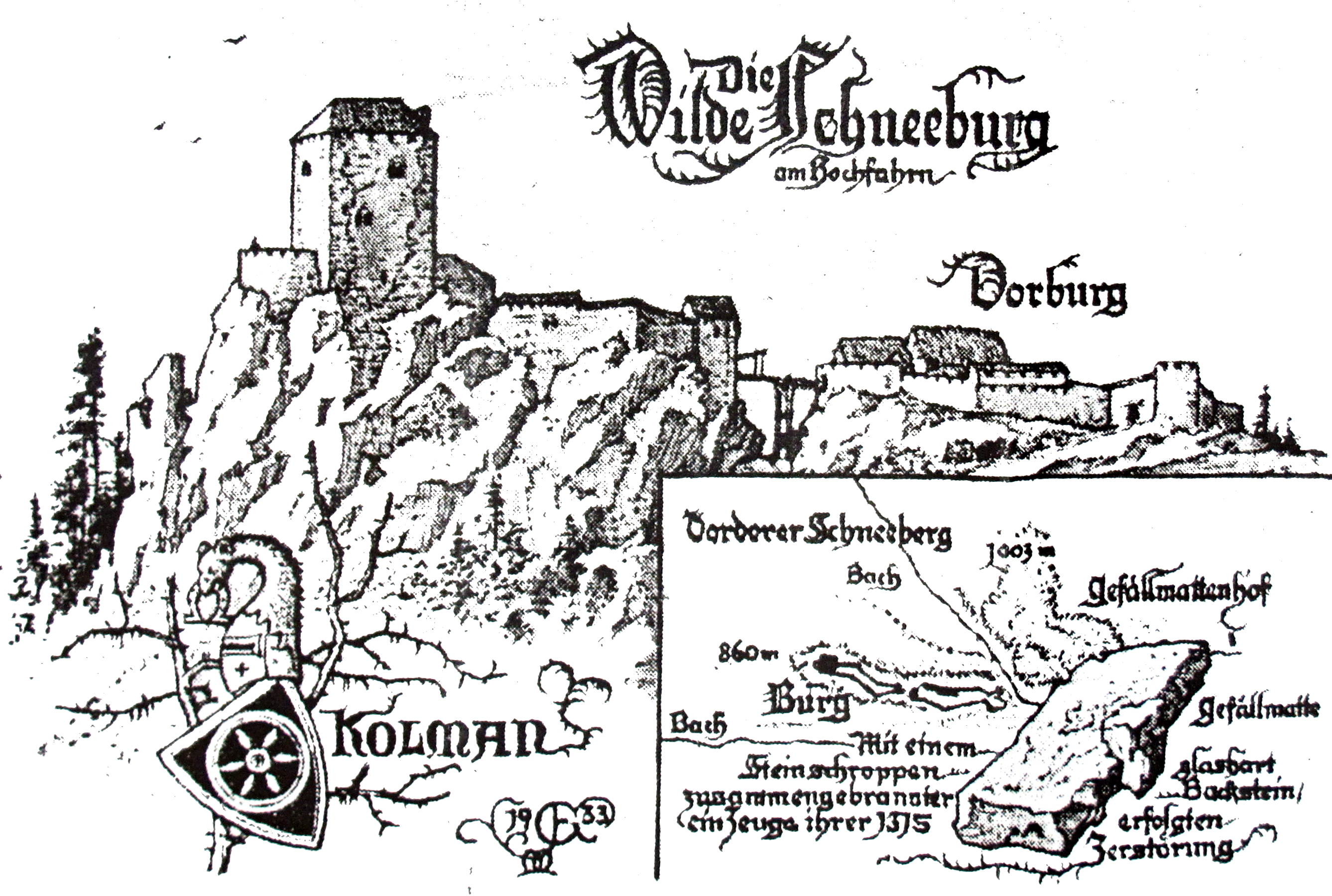
Rekonstruktionsskizze von 1933
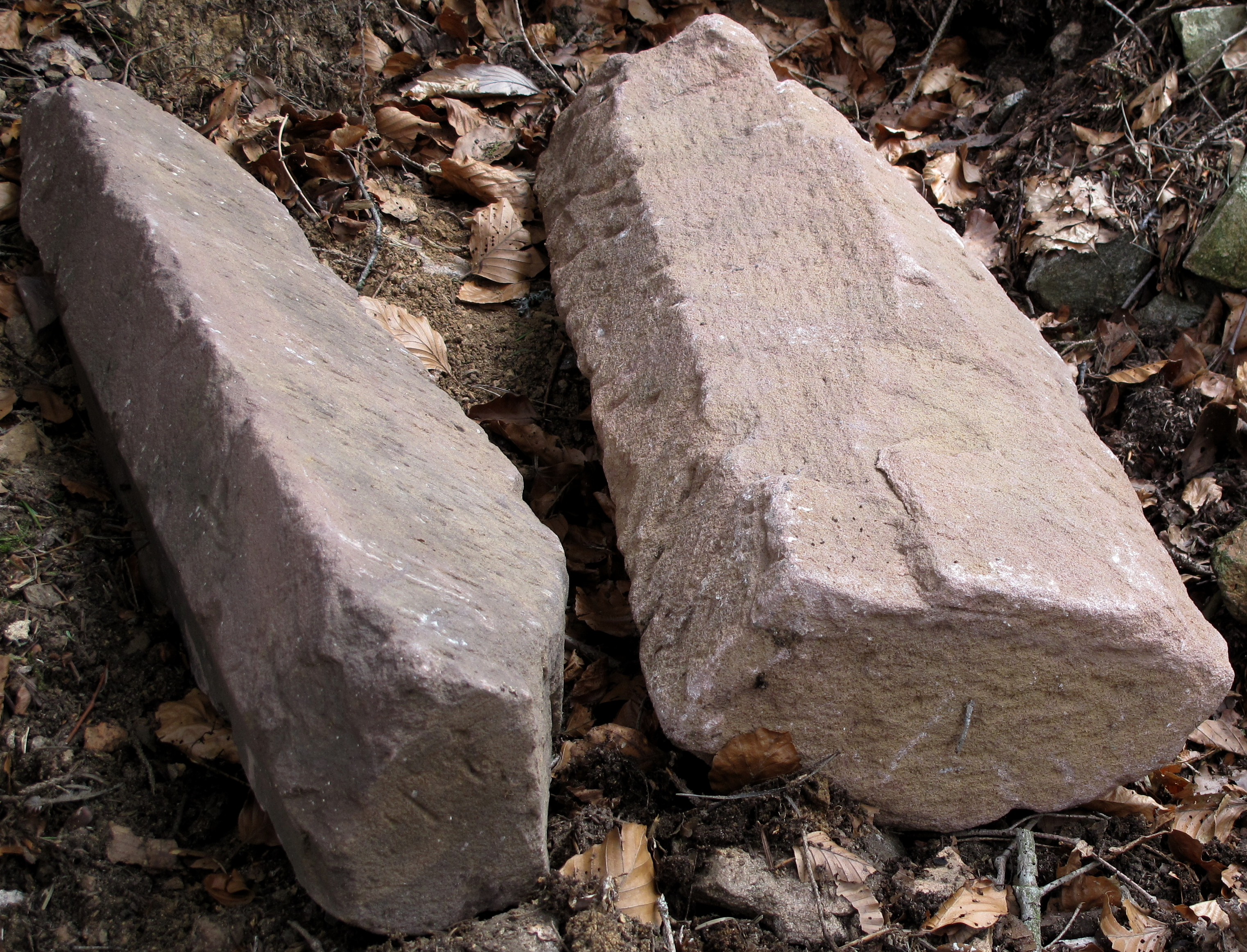
Teile von Sandsteingewänden
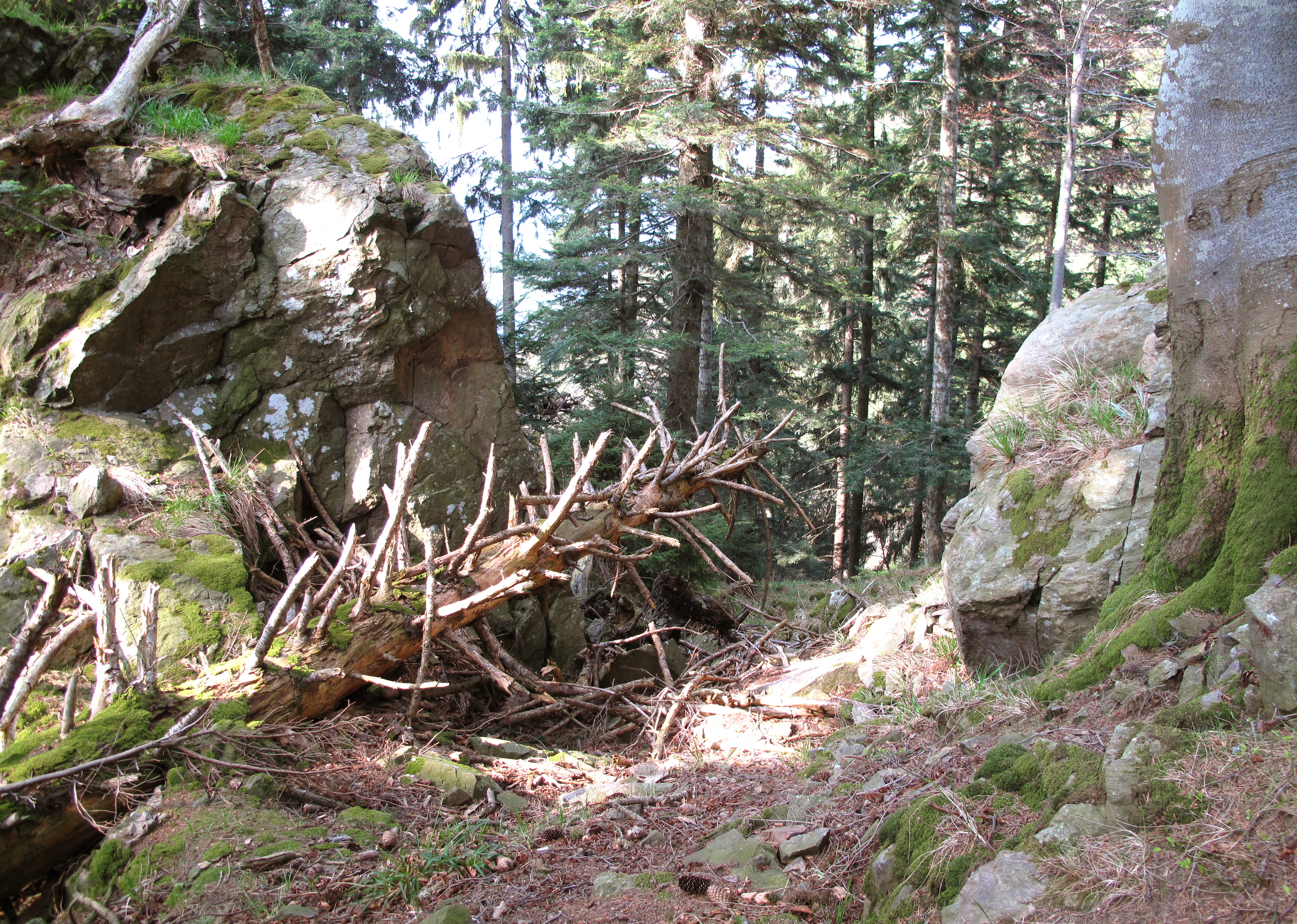
Halsgraben
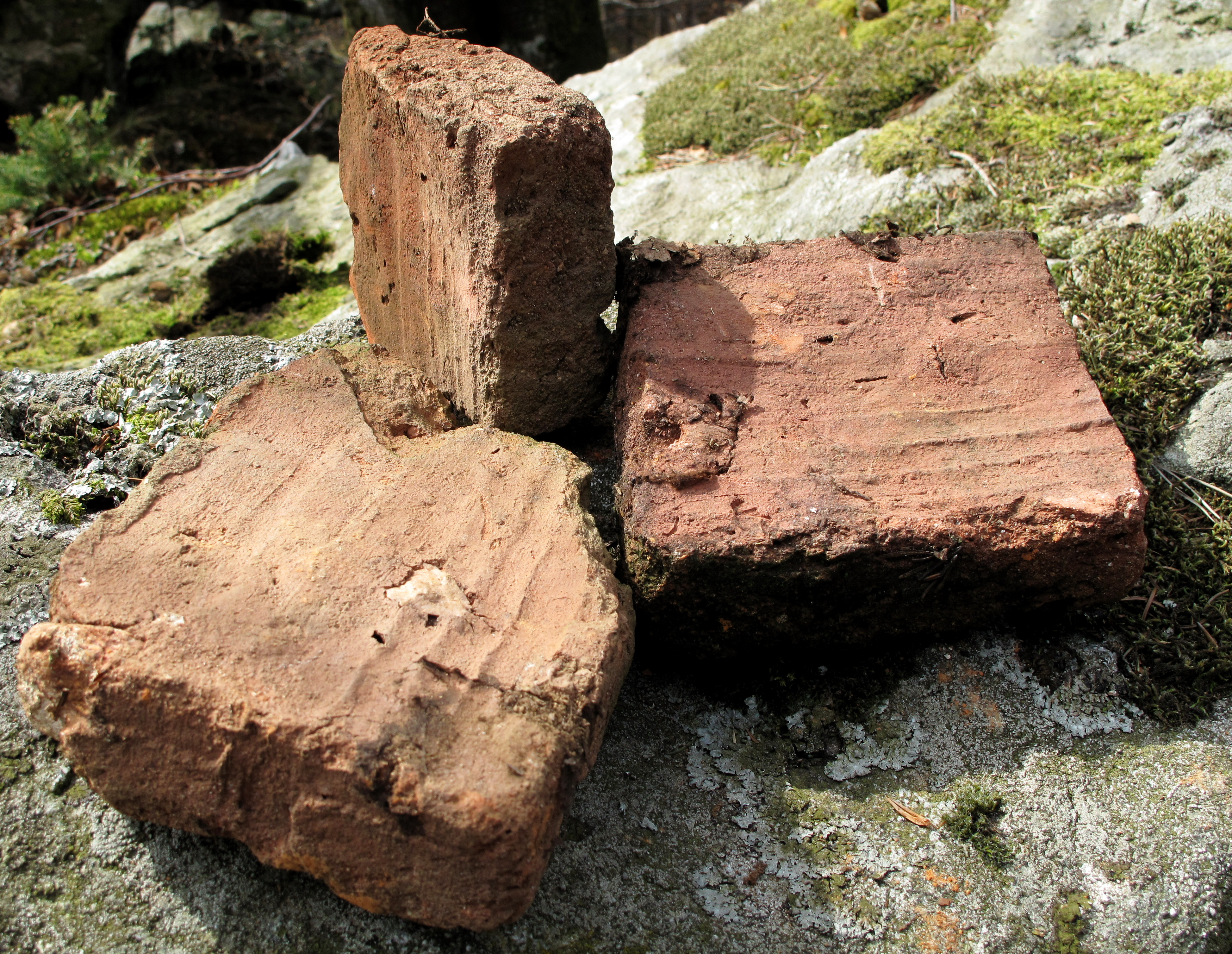
Bodenziegelfunde
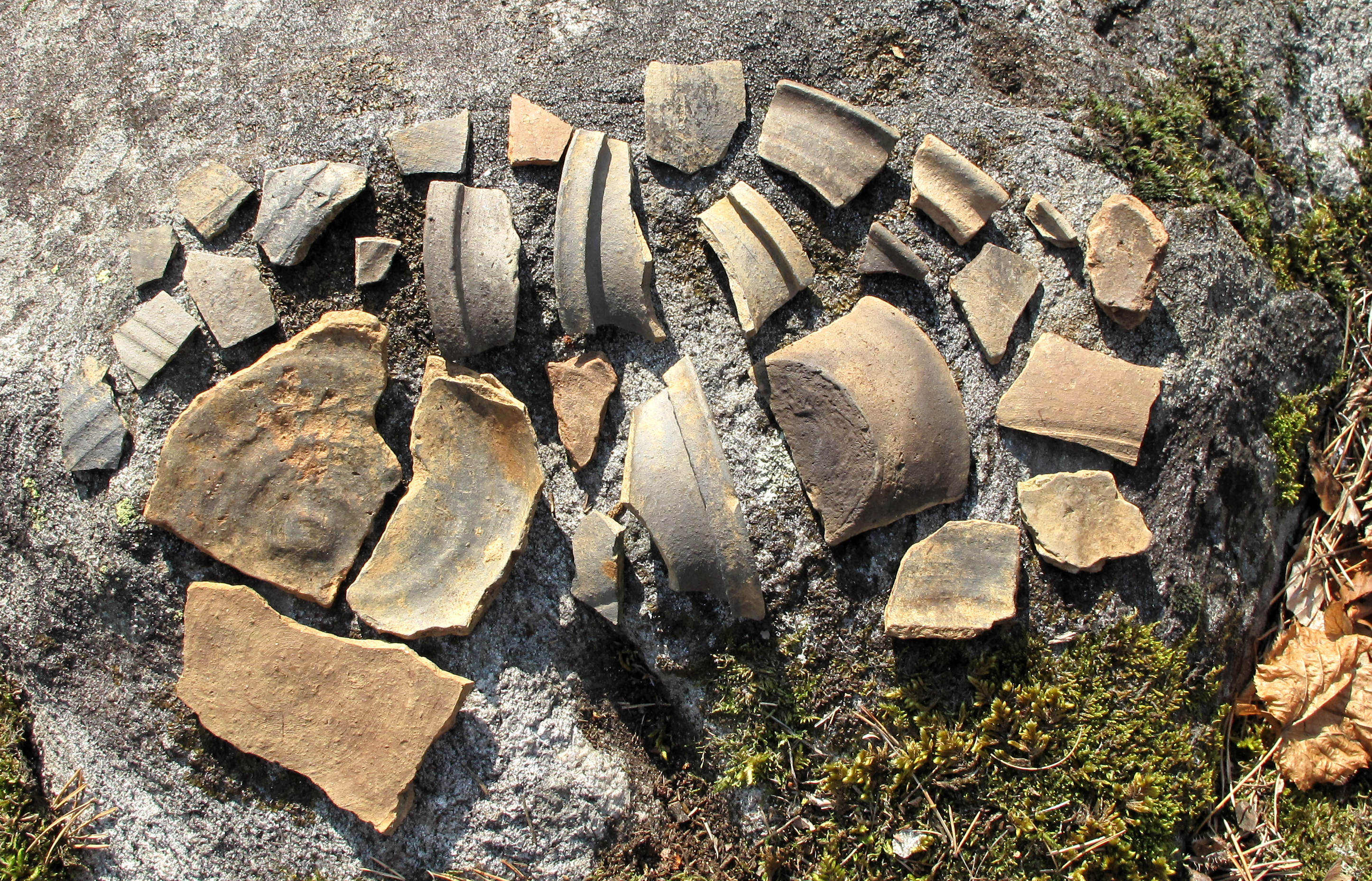
Lesekeramikfunde